# Oda Nobuhiro
Oda Nobuhiro est un nom japonais traditionnel ; le nom de famille (ou le nom d'école), Oda, précède donc le prénom (ou le nom d'artiste).
Oda Nobuhiro (織田 信広, ?-13 octobre 1574) est un samouraï, fils ainé d'Oda Nobuhide.

## Biographie
Après que le père de Nobuhiro s'est emparé du château d'Anjō dans la province de Mikawa en 1540, le château est donné à Nobuhiro. En 1549, Nobuhiro est piégé par le clan Imagawa mais est sauvé lorsque le clan Oda remet un de leurs otages, Matsudaira Takechiyo, connu plus tard sous le nom Tokugawa Ieyasu en compensation de ne pas avoir levé le siège d'Anjō.
En tant que fils illégitime de Nobuhide, le pouvoir de Nobuhiro s'estompe lentement et il est toujours méprisé par son jeune frère Nobunaga et même par beaucoup de ses propres obligés. Nobuhiro est ensuite contraint de démissionner en tant que chef des Oda pour permettre à Nobunaga d'être leur nouveau chef. Plus tard, Nobuhiro complote contre Nobunaga avec l'aide de Saitō Yoshitatsu. Leur plan est découvert avant que quiconque soit blessé et Nobunaga pardonne Nobuhiro. Nobuhiro finit par se faire tuer plus tard le 13 octobre en luttant contre le Nagashima monto.

## Famille
- Père : Oda Nobuhide (1510-1551)
- Frères :
  - Oda Nobunaga (1534-1582)
  - Oda Nobuyuki (1536-1557)
  - Oda Nobukane (1548-1614)
  - Oda Nagamasu (1548-1622)
  - Oda Nobuharu (1549-1570)
  - Oda Nobutoki (d. 1556)
  - Oda Nobuoki  (d. 1569)
  - Oda Hidetaka (d. 1555)
  - Oda Hidenari
  - Oda Nobuteru
  - Oda Nagatoshi

- Sœurs :
  - Oichi (1547-1583)
  - Oinu

## Source de la traduction
- (en) Cet article est partiellement ou en totalité issu de l’article de Wikipédia en anglais intitulé « Oda Nobuhiro » (voir la liste des auteurs).